# Aurelia Saxofoon Kwartet
Het Aurelia Saxofoon Kwartet (ASK) (ook bekend als Aurelia Saxophone Quartet) is een professioneel Nederlands saxofoonkwartet.
In 1982 startten vier jonge saxofonisten repeterend aan de Via Aurelia in Rome een kamermuziekensemble. Ze noemen het naar de straat waar ze op dat moment zijn; het Aurelia Saxofoon Kwartet.
In het bestaan van het kwartet zijn al meerdere cd's uitgebracht, waarvan een bekroond is met een Edison. Tijdens de vele optreden zijn er ook enkele wereldpremières geweest van stukken van onder andere Ter Veldhuis, Goldstein, Keuris en Andriessen.

## Leden
In mei 2000 heeft altsaxofonist André Arends na achttien jaar deel uit te hebben gemaakt van het ASK het kwartet verlaten. Hij is opgevolgd door Niels Bijl. Tegenwoordig bestaat het kwartet uit:
- Johan van der Linden, sopraan
- Niels Bijl, alt
- Arno Bornkamp, tenor
- Willem van Merwijk, bariton

In 2013 werd de samenstelling opnieuw gewiseld naar:
- Femke IJlstra, sopraan
- Arno Bornkamp, alt
- Niels Bijl, tenor
- Juan Manuel Dominguez - bariton

## Discografie
- 1987: Mussorgsky-Van Der Linden, Pictures at an Exhibition
- 1992: The Aurelia saxophone quartet plays Schmitt, Françaix, Pierné, Bozza, Desenclos, Rivier
- 2007: Tangon